# قلعه کریمخانی
قلعه کریمخانی مربوط به اوایل دوره قاجار است و در شیراز، خیابان جمهوری، شمال باغ تخت واقع شده و این اثر در تاریخ ۱ مرداد ۱۳۸۶ با شمارهٔ ثبت ۱۹۳۱۸ به‌عنوان یکی از آثار ملی ایران به ثبت رسیده‌است.